# Berliner Luft (rose)
Pour les articles homonymes, voir Berliner Luft.
La rose 'Berliner Luft' (en français, Air de Berlin) est un cultivar de rosier obtenu par la rosiériste Anne G. Cocker (1920-2014) en 1985 et introduit par les roseraies Hauser cette même année en Suisse sous le nom de 'Jura' ; cette rose est baptisée d'après le fameux hymne de la ville de Berlin, marche composée avec parties sifflées par Paul Lincke (1866-1946) pour son opérette Frau Luna en 1899.

## Description
Cette rose double (17-25 pétales) légèrement parfumée de couleur jaune-orangé est de la famille des floribundas. Elle est très florifère et son feuillage vert dense est exempt de maladies. 'Berliner Luft' se satisfait de la mi-ombre et peut atteindre 90 cm.
Sa zone de rusticité est 6b - 9b.